# Скела (комуна, Горж)
Скела (рум. Schela) — комуна у повіті Горж в Румунії. До складу комуни входять такі села (дані про населення за 2002 рік):
- Арсурі (207 осіб)
- Горнечел (706 осіб)
- Пежиштеле (13 осіб)
- Симботін (583 особи) — адміністративний центр комуни
- Скела (513 осіб)

Комуна розташована на відстані 230 км на захід від Бухареста, 12 км на північний схід від Тиргу-Жіу, 97 км на північ від Крайови.

## Населення
За даними перепису населення 2002 року у комуні проживали 2022 особи.
Національний склад населення комуни:
| Національність | Кількість осіб | Відсоток |
| -------------- | -------------- | -------- |
| румуни         | 2008           | 99,3%    |
| цигани         | 9              | 0,4%     |
| угорці         | 5              | 0,2%     |

Рідною мовою назвали:
| Мова             | Кількість осіб | Відсоток |
| ---------------- | -------------- | -------- |
| румунська        | 2021           | > 99,9%  |
| єврейська (їдиш) | 1              | < 0,1%   |

Склад населення комуни за віросповіданням:
| Релігія            | Кількість осіб | Відсоток |
| ------------------ | -------------- | -------- |
| православні        | 1991           | 98,5%    |
| п'ятдесятники      | 19             | 0,9%     |
| адвентисти         | 3              | 0,1%     |
| греко-католики     | 1              | < 0,1%   |
| баптисти           | 1              | < 0,1%   |
| лютерани           | 1              | < 0,1%   |
| не релігійні       | 1              | < 0,1%   |
| атеїсти            | 1              | < 0,1%   |
| не вказали релігію | 2              | 0,1%     |

## Зовнішні посилання
- Дані про комуну Скела на сайті Ghidul Primăriilor